# Ланкр, Пьер де
Пьер де Ланкр (фр. Perre de Lancre), полное имя — Пьер де Ростеги́ де Ланкр де Луба́нс  (фр. Pierre de Rosteguy de Lancre de Loubens; ок. 1553, Бордо — 9 февраля 1631, Лубанс) — французский юрист и демонолог, известный пытками и казнями большого количества заподозренных в «колдовстве» людей на юго-западе Франции. Также автор нескольких теоретических трудов на тему демонологии.

## Биография

### Ранние годы
Пьер де Ланкр родился в Бордо около 1553 года в семье богатого винодела. В течение четырёх лет изучал юриспруденцию в Турине, посещал Рим, Ломбардию и Неаполитанское королевство. В 1579 году получил степень доктора права, в 1582 году вернулся в Бордо, где с 3 августа приступил к исполнению обязанностей советника при местном парламенте (так в то время во Франции именовались судебные органы). 21 декабря 1588 года Ланкр женился на Жанне де Монс (фр. Jeanne de Mons), внучатой племяннице Мишеля де Монтеня. 5 августа 1599 года он получил отпуск и дозволение короля Генриха IV на совершение паломничества в Святую землю, однако добрался только до Неаполя, задержавшись по дороге в Риме, чтобы поприсутствовать на юбилее 1600 года. Во время своего пребывания в Риме он (по собственному, описанному позднее признанию) наблюдал странное событие: он увидел молодую девушку, которая превратилась в толстого мальчика — Ланкр приписывал это колдовству и действию Дьявола. В остальном вплоть до 1608 года его деятельность в парламенте Бордо не представляла собой ничего примечательного.

### Охота на ведьм
На протяжении 1608 года французскому королю Генриху IV поступали донесения о якобы происходивших в Лабурдане (области на юго-западе Франции с преимущественно баскским населением) многочисленных преступлениях, которые оставались безнаказанными из-за того, что как преступники, так и судьи относились к секте колдунов (фр. sorciers). С целью расследования преступлений и наказания виновных, королевским указом от 17 января 1609 года председателю парламента Бордо Жану д’Эспанье и советнику Ланкру были предоставлены широчайшие полномочия — вплоть до вынесения смертных приговоров и приведения их в исполнение. Первоначально парламент испугался столь широких полномочий и столь большой ответственности, и на протяжении полугода фактически саботировал исполнение королевского указа. Однако, 5 июня д’Эспанье ушёл в отставку, Ланкр остался единственным ответственным и с жаром принялся исполнять поручение. Ланкр предпринял инспекционную поездку в Лабурдан, по итогам которой составил обширное донесение, где говорилось, что практически поголовно всё население Лабурдана (около 30 000 человек), включая всех священников, принадлежит к секте колдунов и поклоняются Дьяволу, причём способность к ведовству передаётся по рождению. 
Местное население занималось прежде всего рыболовством — мужчины покидали свои дома порой на полгода, отправляясь в долгие рыболовные экспедиции в район Ньюфаундленда, а женщины оставались в одиночестве. Во время отсутствия мужей (о которых Ланкр позднее писал, что те были лишь «наполовину мужьями», а на вторую половину мужьями местных женщин был Дьявол), женщины якобы устраивали шабаши, в которые вовлекали остающихся в селениях мужчин — таких, как священники и пастухи. Ланкр чрезвычайно высоко ценил свою способность к обнаружению ведьм — позднее он писал, что может обнаружить «дьявольскую метку» везде, даже если она скрыта «в уголке глаза». За время, проведённое в Лабурдане, Ланкр «обнаружил» не менее 3000 человек с «меткой Дьявола», преимущественно молодых и красивых женщин, но также множество детей, знатных людей, судей и даже священников. За четыре месяца инспекционной поездки Ланкра было сожжено не менее 80 «ведьм», а всего пыткам подверглись около 600 человек. Значительное число других подозреваемых было отправлено в Бордо с целью проведения дополнительных следственных действий, их дальнейшая судьба неизвестна; многие другие бежали в Испанию. При этом, поскольку сам Ланкр не говорил по-баскски, а местные жители очень часто не знали французского, он использовал в качестве переводчика некоего Лоренсо де Уальде, и приговор фактически зависел от корректности работы последнего (позднее де Уальде предпринял уже самостоятельно аналогичную операцию по охоте за ведьмами на территории близлежащей Испании). 
Судя по дальнейшим сочинениям Ланкра, он искренне верил, что делает благое дело во имя Господа. В качестве благодарности за свою деятельность Ланкр получил должность государственного советника.

### Дальнейшая карьера
В 1610 году, после убийства в Париже короля Генриха IV и восшествия на французский престол малолетнего Людовика XIII, Ланкр пытался убедить парламент Бордо включить его в состав направлявшейся на коронацию делегации, но безуспешно — вместо него в столицу отправились тесть Ланкра, мэр Кадийака господин Монс, советник Лестоннак и генеральный прокурор Дезег. В 1612 году Ланкр опубликовал книгу под длинным названием «Картина непостоянства плохих ангелов и демонов», в которой поделился своим «опытом» по борьбе с колдовством и колдунами. 

### В отставке
18 февраля 1616 года Ланкр уступил свой пост при парламенте Бордо адвокату Франсуа де Лекюру, после чего удалился в собственный особняк в Лубансе. В дальнейшем имя Пьера де Ланкра упоминается 1 июля 1616 года — он вместе со своей женой внесли сумму в размере 6000 экю в фонд созданного незадолго до этого религиозного общества Иезуиток, за что он получил одобрение папы Павла V, короля Людовика XIII и архиепископа Бордо кардинала де Сурди. Сохранился контракт от 4 марта 1625 года, заключённый между Пьером де Ланкром и мастером-каменщиком Анри Рошем на строительство культового здания на улице А (фр. rue du Hà) в Бордо. В 1622 и 1627 годах Ланкр опубликовал ещё две книги по демонологии.

### Смерть
Пьер де Ланкр скончался 9 февраля 1631 года в своём особняке в Лубансе. У него не было законнорожденных детей, а его ставший священником незаконнорожденный сын Отец Бьенасси, получил от отца в качестве наследства только библиотеку, в то время как остальная собственность была разделена между двумя внучатыми племянниками Ланкра. Останки Пьера де Ланкра были захоронены в церкви Сент-Круа-дю-Мона, вблизи её главного алтаря. Его могила не сохранилась — однако, согласно одному документу от 1833 года, на могильном камне была выбита длинная надпись на неизвестном языке, «так что исследовавшие её антиквары не смогли её объяснить». 

## Сочинения

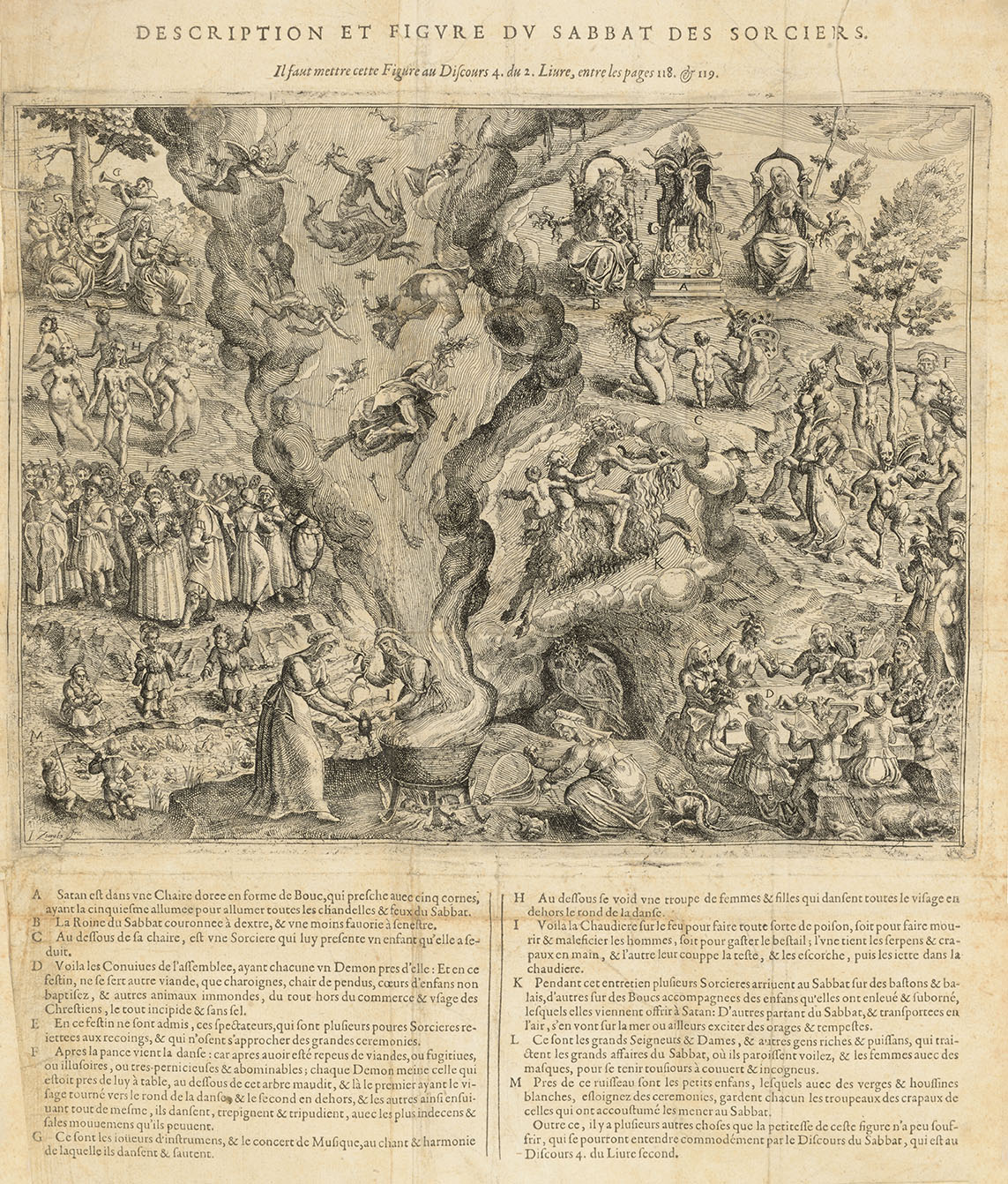
Шабаш колдунов. Гравюра из книги «Картина непостоянства плохих ангелов и демонов...» Пьера де Ланкра, 1613

- 1607 — «Картина непостоянства и нестабильности всяких вещей, где показано, что лишь только в Боге находится настоящее постоянство, к которому мудрый человек должен стремиться» (фр. Tableau de l’inconstance et instabilité de toutes choses, ou il est monstré qu’en Dieux seul gist la vraye constance, à la quelle l’homme sage doit viser). Первая книга Ланкра, опубликованная в Париже анонимно, переиздана в 1610 и возможно в 1611 годах. Книга, очевидно, повторяет форму, но не дух и не содержание «Опытов» Мишеля де Монтеня[10][16].
- Наиболее известным сочинением Пьера де Ланкра является опубликованная в 1612 и дважды переизданная 1613 году книга «Картина непостоянства плохих ангелов и демонов, в которой широко рассуждается о колдунах и колдовстве. Очень полезная и необходимая книга не только для судей, но и для всех живущих по христианским законам» (фр. Tableau de l’inconstance des mauvais anges et démons, ou il est amplement traicté des Sorciers et de la Sorcellerie. Livre tres-utile et necessaire non seulement aux jujes, mais à tous ceux qui vivent sous les loix Chrestiennes»). В своём сочинении автор делился своим «опытом» по борьбе с колдовством и колдунами. Ланкр не просто описывал собственный опыт, но и показал серьёзное знание демонологии — в своём труде он ссылается на работы таких своих предшественников в этой сфере, как Жан Боден, Мартина Дель Рио[англ.], Николя Реми и в особенности Анри Боге[фр.]. Ссылаясь на Якоба Шпренгера и Генриха Крамера, Ланкр утверждал в своём труде, что не должно и не может быть никаких послаблений для ведьм и колдунов — пытки, повешения и сжигания на костре он полагал не только допустимым, но и необходимым. Впрочем, Ланкр предлагал делать послабление для детей — по его мнению, маленьких ведьм можно было вместо сжигания на костре «нежно повесить»[9]. Около 150 страниц в своём сочинении Ланкр посвятил исследованию случая Жана Гренье — подростка, обвинённого в ликантропии[11][12].
- 1617 — «Книга для принцев, в которой содержатся несколько знаменательных дискурсов для обучения королей, императоров и монархов» (фр. Le Livre des princes contenant plusieurs notables discours pour l’instruction des Roys, Empereurs et Monarques), посвящённая Людовику XIII[14].
- 1622 — «Полностью опровергнутые представления о недостоверности и неверии в колдовство, где широко и любопытно трактуется об истинности или обманчивости колдовства, чародейства, ворожбы, гадания, приворота, явлений и бесконечного количества иных редких и новых сюжетов» (фр. L’incrédulité et mescréance du sortilège plaînement convaincue, ou il est amplement et curieusement traicté de la vérité ou illusion du sortilège, de la fascination, de l’attachement, du scopelisme, de la divination, de la ligature ou liaison magique, des apparitions et d’une infinité a’autres rares et nouveaux subjects) — в этой книге, также посвящённой Людовику XIII и даже содержащей его портрет, Ланкр рассуждал на такие темы, как: существует ли колдовство, методы гаданий, как отличить явление ангелов от явлений бесов и тому подобные. После публикации книга получила определённую известность, в частности Габриэль Ноде возмущался этим сочинением Ланкра, отмечая, что тот путает колдовство и науку, огульно обвиняя всё непонятное ему[14][17].
- 1627 —«О колдовстве — рассуждения о том, является ли лучшим решением опускать и умалчивать о гнусностях и пагубности колдунов, или же публиковать и показывать, есть ли что-то истинное в том, что говорят о колдунах, или же это всего лишь суеверия и обман, и существует ли какое-либо средство от чар и волшебства» (фр. Du sortilège, où il est traicté s’il est plus expédient de supprimer et tenir soubs silence les abominations et maléfices des sorciers que de publier et manifester s’il y a quelque chose de véritable en ce qu’on dict des sorciers,ou si, ce nest que prestige ou illusion et s’il y a quelque remède contre les charmes et enchantements[14].
- Габриэль Ноде в своём письме от 29 марта 1636 года Никола-Клоду Фабри де Пейреску упоминал ещё одно сочинение Пьера де Ланкра под названием «Книга гаданий» (фр. Livre des divinations), однако, никаких других упоминаний об этой книге, равно как и самого текста не найдено[18].

## В культуре
Уже в 1610 году аббат Лоран Борделон опубликовал пародийное сочинение «История экстравагантных воззрений господина Уфля, вызванных чтением книг о магии...» (фр. L'histoire des imaginations extravagantes de Monsieur Oufle causées par la lecture des livres qui traitent de la magie...), которое прямо отсылает к делам и трудам Ланкра. В 2015 году вышла книга Эжена Грина, в которой рассказывается об охоте на ведьм в Басконии и название которой является прямой отсылкой к книге Ланкра — «Непостоянство демонов». В 2020 году на экраны вышел фильм аргентинского режиссёра Пабло Агуэро «Акеларарре», в котором рассказывается об инспекционной поездке Ланкра в Лабурдан. Роль Пьера де Ланкра исполнил актёр
Алекс Брендемюль.